# Everett Ruess
Everett Ruess (28 de marzo de 1914-c. noviembre de 1934) fue un artista y escritor que exploró los desiertos del sudoeste de Estados Unidos, siempre en soledad. El padre de Ruess era un ministro religioso, y su familia se mudaba con frecuencia de residencia. A temprana edad, Everett Ruess comenzó a grabar en madera, modelar cosas en barro y dibujar en Nueva York y Chicago.
A la edad de 12 años, Ruess escribió ensayos y poemas, además de un diario literario. En 1929, a los 15 años, se involucró en una clase de escritura creativa en Los Angeles High School y posteriormente obtuvo un premio de poesía en el Valparaiso High School de la ciudad de Indiana.

## Arte
Fue conocido por sus obras de acuarela que muestran escenas de la costa de Monterey Bay, la costa norte de California, cerca de Tomales Bay, las sierras, Utah, y Arizona. Él fue retratado por la famosa fotoperiodista Dorothea Lange, intercambió fotos con Ansel Adams.

## Desaparición

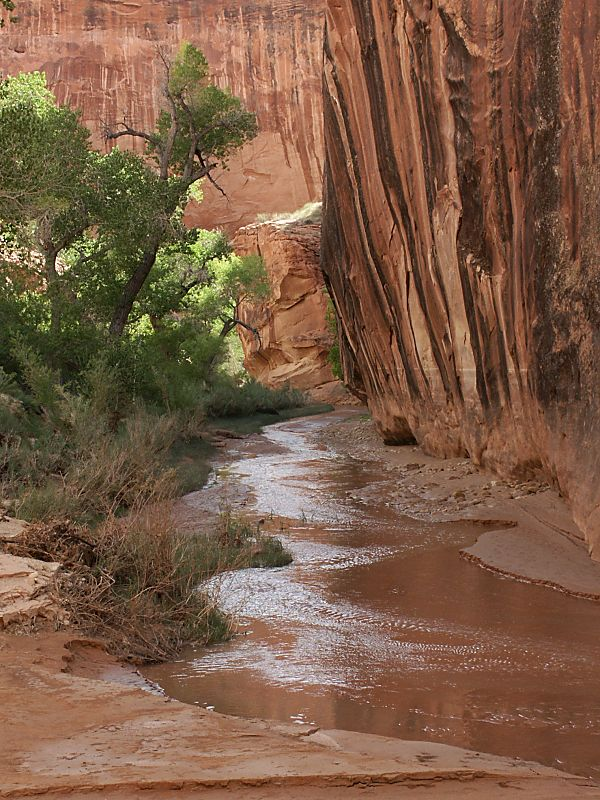
El Coyote Gulch, uno de los cañones del río Escalante, en el estado de Utah.

El 20 de noviembre de 1934, con 20 años de edad, entró en el desierto de Utah con dos burros, para no volver nunca más. El corral para los animales que él hizo en su campamento (37°17′53.72″N 110°57′4.77″O / 37.2982556, -110.9513250) en Davis Gulch, un cañón del río Escalante, fue el único rastro que dejó, y que permanece hasta el día de hoy. Algunos sospechan que murió accidentalmente al caer de un precipicio o ahogándose, mientras otros consideran que fue asesinado. Otros[cita requerida] creen que cruzó el río Colorado a la reserva de los navajos en Arizona y que se casó con una mujer navajo, aunque esto es muy improbable. En todo caso, sus declaraciones en vida y sus aventuras, combinadas con su desaparición sin resolver, lo han llevado a convertirse en una figura legendaria.
En 2009 se anunció que unos exámenes realizados con el ADN extraído de unos huesos, descubiertos en lo profundo de una cueva cerca del pueblo de Bluff (Utah), habían confirmado (erróneamente) que pertenecían a Everett Ruess. Un anciano navajo afirmó que Ruess había sido atacado y asesinado por dos nativos de la tribu Ute, que querían los dos burros.
Finalmente, meses después, un nuevo análisis de las muestras halladas demostró que se había cometido un error en la primera prueba, y que los huesos de la cueva de Bluff habían pertenecido a un individuo nativo estadounidense.

## Legado en la cultura popular
Su historia, junto con la de Christopher McCandless, fue retomada brevemente en el libro de Jon Krakauer Into the Wild (1996) (convertido en una película escrita y dirigida por Sean Penn en 2007 titulada Into the Wild). El músico californiano Dave Alvin escribió una canción sobre Everett Ruess en el álbum Ashgrove.
Aparte de los nativos, los pioneros mormones y los vaqueros locales, en el momento en que Ruess exploró los remotos cañones del sudoeste de los Estados Unidos, es probable que él fuera uno de los primeros «forasteros» que ingresó tan profundamente en lo que era entonces (y en cierto modo todavía es) un enorme y desconocido desierto.